# Bert Jacobs
Bert Jacobs (Zandvoort, 2 marzo 1941 – 14 novembre 1999) è stato un allenatore di calcio olandese.

## Carriera
Nato a Zandvoort, cittadina dell'Olanda Settentrionale, iniziò la sua carriera di calciatore nel HFC Haarlem. Successivamente intraprese quella di allenatore: dopo le esperienze come vice allenatore nell'ADO Den Haag e nel DWS Amsterdam, prese la guida ad interim del De Volewijckers. In seguito passò al Velox e poi all'Utrecht, di cui fu il primo allenatore in assoluto. Proseguì la sua carriera fino al 1997, guidando altre squadre olandesi, oltre a brevi periodi trascorsi ad Hong Kong e in Spagna (in ordine cronologico: Roda JC, Willem II Tilburg, Seiko SA, Sparta Rotterdam, Fortuna Sittard, Vitesse, Sporting de Gijón, FC Volendam e RKC Waalwijk).

## Palmarès

### Allenatore

#### Competizioni nazionali
- Eerste Divisie: 1

Vitesse: 1988-1989